# Geschichte des italienischen Heeres

Haus Savoyen

Der heutige italienische Staat entstand während des Risorgimento im Jahr 1861 durch die Eingliederung der alten italienischen Staaten in das von den Savoyarden regierte Königreich von Sardinien-Piemont. Der letzte König Sardinien-Piemonts, Viktor Emanuel II., war unter diesem Namen, und unter Beibehaltung dieser Zählung, erster König von Italien. Die piemontesischen Institutionen wurden damals auf ganz Italien ausgedehnt und in „italienisch“ umbenannt, weswegen fast alle Institutionen des heutigen italienischen Staates älter sind als dieser selbst.
Das italienische Heer begeht seinen „Geburtstag“ am 4. Mai jeden Jahres, dem Tag der Umbenennung der piemontesischen Armee in „Italienisches Heer“ (Esercito Italiano) durch einen Ministerialerlass vom 4. Mai 1861. Die Umbenennung bedeutet keinen historischen Bruch, sondern dokumentiert lediglich die Vergrößerung des piemontesischen Heeres. Die älteren (piemontesischen) Regimenter des italienischen Heeres, die teilweise weit über 300 Jahre alt sind, wie auch einige Truppengattungen (die 1814 gegründeten Carabinieri oder die 1836 aufgestellten Bersaglieri), sind die Träger von Traditionen, vor deren Hintergrund sich das italienische Heer heute sieht.

## Die Ursprünge
Der italienische Philosoph und Militärtheoretiker Machiavelli war es, der in seinem Werk Der Fürst 1512 als erster in Italien öffentlich die Aufstellung stehender Heere oder zumindest die Schaffung von Milizaufgeboten forderte, die sich aus den Reihen der eigenen Bürger der jeweiligen Staaten rekrutieren sollten. Scharf kritisierte er die Söldnerheere, die Italien neben materiellen besonders soziale und moralische Schäden zufügten. Wechselnde Einsätze für verschiedene Fürsten und deren Söldnerführer führten bei den Söldnern oft zu Disziplinlosigkeiten.
Gegen Ende der glänzenden italienischen Renaissance wurde Italien für 300 Jahre Spielball ausländischer Mächte und verfiel. Nur wenige italienische Staaten konnten sich dieser Entwicklung entziehen, darunter die Republik Venedig, die über Jahrhunderte im östlichen Mittelmeer gegen Sarazenen und Türken kämpfte, und das Herzogtum Savoyen mit seiner traditionsreichen Armee.
Die Grafen von Savoyen stellten bereits während der Kreuzzüge eigene Truppenkontingente, welche sich unter anderem bei Damaskus und in Thrakien ausgezeichnet hatten. Unter Herzog Amadeus VIII. wurde 1430 und 1433 für die Feudalmilizen in Savoyen und die Söldnertruppen im Piemont erstmals ein umfassender rechtlicher und organisatorischer Rahmen geschaffen. Unter Karl III. gelang es diesen Streitkräften in den italienischen Kriegen nicht, das Herzogtum vor der fast vollständigen Besetzung und der Verwüstung durch französische, aber auch durch spanisch- und deutschsprachige Truppen der Habsburger zu bewahren.
1545 stellte Karl III. seinen militärisch begabten Sohn Emanuel Philibert von Savoyen in den Dienst Kaiser Karl V., in der Hoffnung, auf diesem Weg eines Tages wieder in den völligen Besitz seines Herzogtums zu kommen, das seinerzeit fast das gesamte Piemont, Savoyen bis zum Genfersee und die Grafschaft Nizza umfasst hatte. Emanuel Philibert, dem der Kaiser nach und nach zivile und militärische Führungsaufgaben übertrug, schlug schließlich am 10. August 1557 mit seinen spanischen Truppen die Franzosen bei St. Quentin vernichtend. Dieser Erfolg ermöglichte es Emanuel Philibert, 1559 im Frieden von Cateau-Cambrésis die Befreiung seines Herzogtums durchzusetzen, mit dessen Wiederaufbau er noch im selben Jahr begann. Er verlegte die Hauptstadt nach Turin und ordnete Verwaltung, Finanzen, Universität und auch das Militärwesen neu.

## 1560–1690

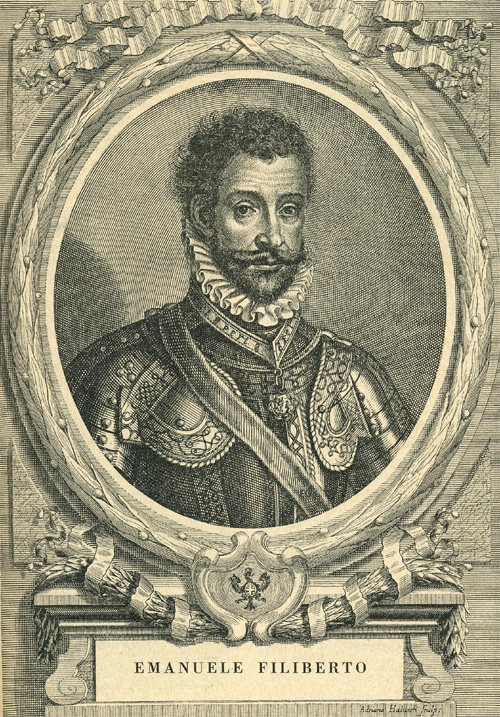
Emanuel Philibert, Gründer der Miliz

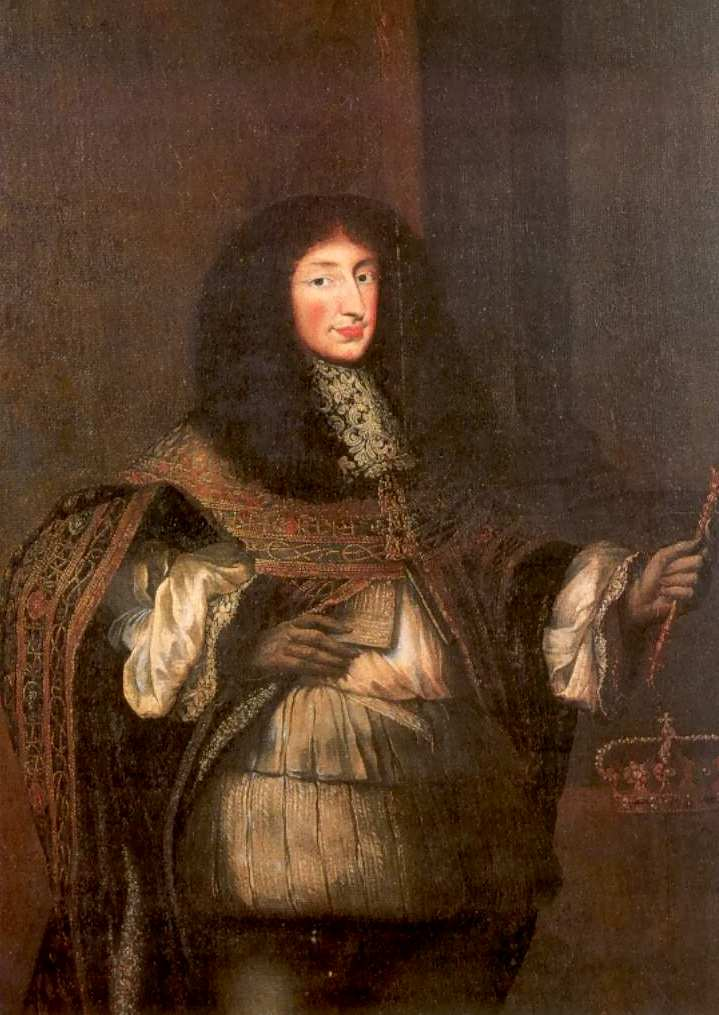
Karl Emanuel II., organisierte das stehende Heer

Flagge des Herzogtums

- Siehe auch: Liste der savoyischen und sardinischen Regimenter der Frühen Neuzeit

Emanuel Philibert erließ am 28. Dezember 1560 ein Edikt, mit dem er die Aufstellung eines für die damalige Zeit sehr fortschrittlichen Milizheeres befahl. Das Herzogtum wurde in acht Rekrutierungsbezirke aufgeteilt, die jeweils einen 2.400 Mann starken Infanterieverband zu stellen hatten. Unter der Landbevölkerung hob man die wehrfähigsten Männer im Alter zwischen 18 und 50 Jahren aus, die jeden Sonntag an Arkebusen, Piken und Hellebarden ausgebildet wurden. Die Ausrüstung mussten sie überwiegend selbständig bezahlen, für die Leibgarde, die Kavallerie, die Artillerie und die Festungsbesatzungen kam der Herzog auf. Mangels Uniform trugen die Soldaten in den ersten Jahrzehnten eine blaue Schärpe als Erkennungszeichen (italienische Offiziere tragen sie bis heute zur Paradeuniform). Insgesamt hatte die Miliz eine Kriegsstärke von etwa 20.000 Mann. Bis auf wenige Ausnahmen kam sie ohne Söldner aus.
Emanuel Philiberts Nachfolger betrieben eine gefährliche Expansionspolitik. In wechselnden Allianzen nahmen sie an den Kriegen der europäischen Großmächte teil, um ihren Staat territorial auszudehnen. Karl Emanuel I. kämpfte von 1581 bis 1602 letztlich erfolglos um die Stadt Genf, von 1588 bis 1601 um die Markgrafschaft Saluzzo, zwischen 1612 und 1631 um Montferrat, 1625 und 1631 gegen Genua und Spanien sowie im Mantuanischen Erbfolgekrieg gegen Frankreich. Bis 1648 musste man verhindern, dass das Herzogtum im Dreißigjährigen Krieg zum Austragungsort des französisch-habsburgischen Machtkampfes wurde.
Um die ursprünglich zu Verteidigungszwecken geschaffene Miliz den neuen politischen Bedingungen anzupassen, teilte sie Karl Emanuel I. im Mai 1594 in eine allgemeine Verteidigungsmiliz (milizia generale) und in eine Sondermiliz (milizia scelta). Für die 8.000 Mann der Sondermiliz wurden die Rekrutierungs-, Ausbildungs- und Mobilmachungsregelungen verschärft. Darüber hinaus griff Karl Emanuel auch wieder auf Söldner zurück. Ab 1615 wurden Franzosen, Schweizer, Deutsche und andere für einzelne Feldzüge den fünf Regimentern der Sondermiliz zugeteilt oder bildeten „ausländische Regimenter“. Ab 1619 blieben einzelne Regimenter auf Dauer erhalten. Diese zunächst nach ihren Inhabern benannten Regimenter bildeten im 17. Jahrhundert den Grundstock für das kleine, solide und disziplinierte stehende Heer (truppe d’ordinanza), das als solches unter Karl Emanuel II. 1664 erstmals umfassend organisiert wurde.
Fünf der acht permanenten Regimenter (vier wurden später aufgelöst und durch Neuaufstellungen ersetzt) erhielten statt der Namen ihrer Inhaber den einer Region oder Stadt des Herzogtums. Damit verstärkte der Herzog seine Autorität gegenüber den bisherigen Inhabern. Das 1659 in Turin aufgestellte Garderegiment, das sehr viel später den Namen Granatieri di Sardegna annahm, erhielt 1664 Vorrang gegenüber einigen älteren permanenten Regimentern. Die acht stehenden Regimenter gliederten sich zunächst in bis zu 17, dann in bis zu 25 kleine Kompanien, in denen keine Ausländer mehr dienen durften.
1664 führte Karl Emanuel II. für das Garderegiment Uniformen mit den für das Haus Savoyen typischen azurblauen Röcken ein, dazu kamen weiße Kragen und rote Hosen. 1671 erhielt die Infanterie graue Röcke, die Farben der Aufschläge und anderer Details wiesen auf die Zugehörigkeit der Uniformträger zu den einzelnen Regimentern hin. Bei der Kavallerie richteten sich die Grundfarben nach schwerer und leichter Kavallerie, die Details wiederum nach Regimentern. Die Uniformen der Artillerie blieben immer blau. 1672 wurden alle Infanterieregimenter, die bis dahin noch zu einem Drittel aus Pikenieren bestanden, vollständig mit Musketen und Bajonetten ausgerüstet. Bis 1690 erfolgte die Umstellung auf Steinschlossflinten. Der Säbel wurde grundsätzlich beibehalten.
1685 unterteilte man die acht Regimenter zur besseren Führung der vielen Kompanien in jeweils zwei Bataillone. Die zwölf Regimenter der Sondermiliz hatten nur ein Bataillon. 1685 führte man die ersten Grenadiere ein, die die Elitekompanien der Bataillone bildeten und nach 1814 im genannten Garderegiment zusammengefasst wurden.
Gegen Ende des 17. Jahrhunderts entstanden aus kleineren Reitereinheiten fünf Kavallerieregimenter, von denen drei aus Dragonern bestanden. Auf Grund der hohen Kosten und der späteren Praxis, kleinere Pferde von der militärischen Verwendung grundsätzlich auszuschließen, blieb die piemontesische Kavallerie quantitativ vergleichsweise klein.
Bis Ende des 18. Jahrhunderts wurden einige Regimenter des stehenden Heeres wieder aufgelöst. Nur nachstehende Regimenter blieben unter verschiedenen Bezeichnungen bis in die neueste Zeit aktiv oder bestehen im italienischen Heer noch immer. Zu berücksichtigen ist, dass die Infanterieregimenter ab 1832 geteilt wurden, um Brigaden zu bilden.
Infanterie:
- Regiment „Du Cheynez“ (1619), „Monferrato“ (1664), „Casale“ (1821), 11./12. Inf.rgt. (1839)
- Regiment „Fleury“ (1624), „Savoia“ (1664), 1./2. Inf.rgt. „Ré“ (1839) (1946: „S. Giusto“)
- Regiment „Catalano Alfieri“ (1636), „Piemonte“ (1664), 3./4. Inf.rgt. „Piemonte“ (1839)
- Regiment „Guardie“ (1659), „Granatieri Guardie“ (1816), 1. Rgt. „Granatieri di Sardegna“ (1852)
- Regiment „Lullin“ (1672), „Saluzzo“ (1680), „Pinerolo“ (1821), 13./14. Inf.rgt. (1839)
- Regiment „Fucilieri di SAR“ (1690), „Aosta“ (1774), 5./6. Inf.rgt. „Aosta“ (1839)
- Regiment „Nizza di SAR“ (II) (1701), „La Marina“ (1714), 7./8. Inf.rgt. „Cuneo“ (1839)
- Regiment „Desportes“ (1703), „Alessandria“ (1796), „Acqui“ (1821), 17./18. Inf.rgt. (1839)
- Regiment „La Regina“ (1741), 9./10. Inf.rgt „Regina“ (1839) (1946: „Bari“)
- Regiment „Sardegna“ (1744), „Cacciatori Guardie“ (1816), 2. Rgt. „Granatieri di Sardegna“ (1852)
- (Regiment „Sarzana“ bzw. „Genova“ (1815), „Savona“ (1821), 15./16. Inf.rgt. „Savona“ (1839))

Kavallerie:
- Regiment „Dragons Bleus“ (1683), „Dragoni del Genevese“ (1821), „Genova Cavalleria“ (1831)
- Regiment „Dragons Jaunes“ (1690), „Dragoni di Piemonte“ (1691), „Nizza Cavalleria“ (1832)
- Regiment „Cavaglià“ (1692), „Piemonte Reale Cavalleria“ (1692), „Piemonte Cavalleria“ (1946)
- Regiment „Savoia Cavalleria“ (1692), „Cavalleggeri d.Sav.“ (1819), „Savoia Cavalleria“ (1832)
- Regiment „Dragoni di Sardegna“ (1726), „Cavalleggeri d.Sar.“ (1808), an Carabinieri (1822)
- (Regiment „Dragoni di Piemonte“ (1828), „Lancieri di Novara“ (1832))
- (Regiment „Aosta Cavalleria“ (1774/1831), „Lancieri di Aosta“ (1832))
- (Regiment „Cavalleggeri di Saluzzo“ (1849/50))

Die zunächst aus zivilem Fachpersonal bestehende Artillerie war von Karl Emanuel I. bereits im Juli 1625 in die Miliz überführt worden. Karl Emanuel II. verstärkte die Truppe und baute in Turin ein Arsenal. 1726 entstand ein Artilleriebataillon, das aus vier Kanonierkompanien sowie aus einer Mineur- und einer technischen Kompanie bestand. 1743 vergrößerte man es zu einem Artillerieregiment, das sich in schwere Belagerungsartillerie und leichte Feldartillerie unterteilte. 1775 bildete dieses Regiment mit Artillerieeinheiten, die der Infanterie direkt zugeteilt waren und kleineren Sondereinheiten das Corpo Reale di Artiglieria.

## 1690–1814
Auch nach dem Westfälischen Frieden von 1648 versuchte Frankreich mit verschiedenen machtpolitischen Mitteln, sich der Habsburgischen Umklammerung zu erwehren. Dazu gehörte auch, die Herzöge von Savoyen durch die Kontrolle der Festungen von Pinerolo und Casale Monferrato im eigenen Lager zu halten. Der französischen Bevormundung überdrüssig, schloss sich Viktor Amadeus II. 1690 der Augsburger Allianz an, nachdem Ludwig XIV. zuvor den Einsatz piemontesischer Truppen in Flandern erzwungen und die Übergabe der Zitadelle von Turin verlangt hatte. Der Versuch, die folgende französische Invasion aufzuhalten, scheiterte im August 1690 bei Staffarda unter schweren Verlusten. 1691 gelang dem Herzog bei der Verteidigung von Cuneo ein Erfolg. Weil die Franzosen am Rhein gebunden waren, konnte Viktor Amadeus 1692 in die Dauphiné vorstoßen und 1693 Pinerolo und Casale Monferrato belagern. Im Oktober 1693 unterlag er Marschall Catinats Truppen in der Marsagliaschlacht bei Orbassano, doch nutzten die Franzosen ihren Erfolg nicht aus. Viktor Amadeus hatte sein restliches Feldheer verloren und führte nun mit seiner Miliz einen jahrelangen Kleinkrieg. 1696 schloss er in Turin einen territorial vorteilhaften Separatfrieden, der ihn jedoch politisch wieder an Frankreich band.

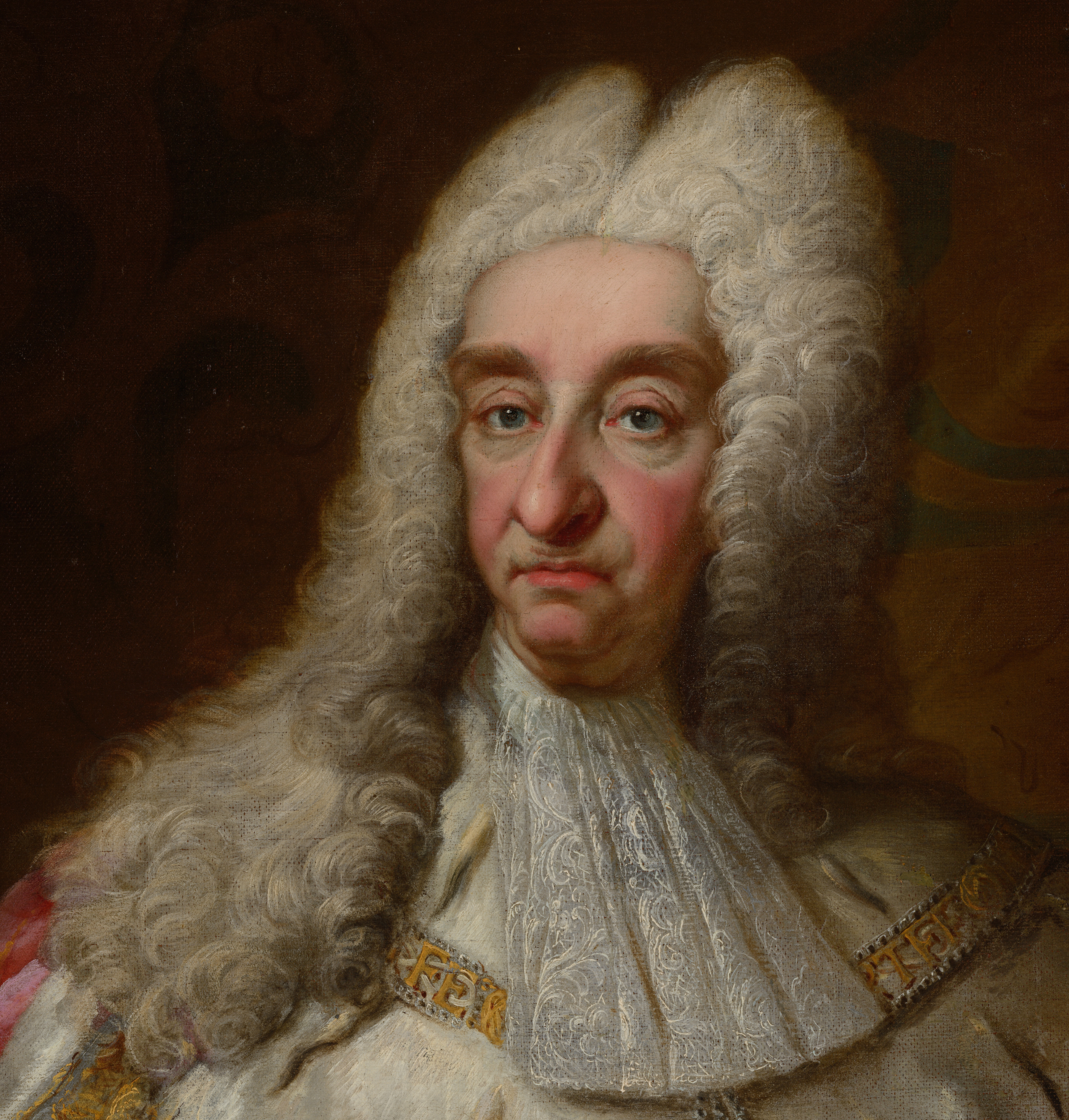
Viktor Amadeus II. von Savoyen, Verteidiger von Turin (1706), später König von Sizilien bzw. seit 1720 von Sardinien

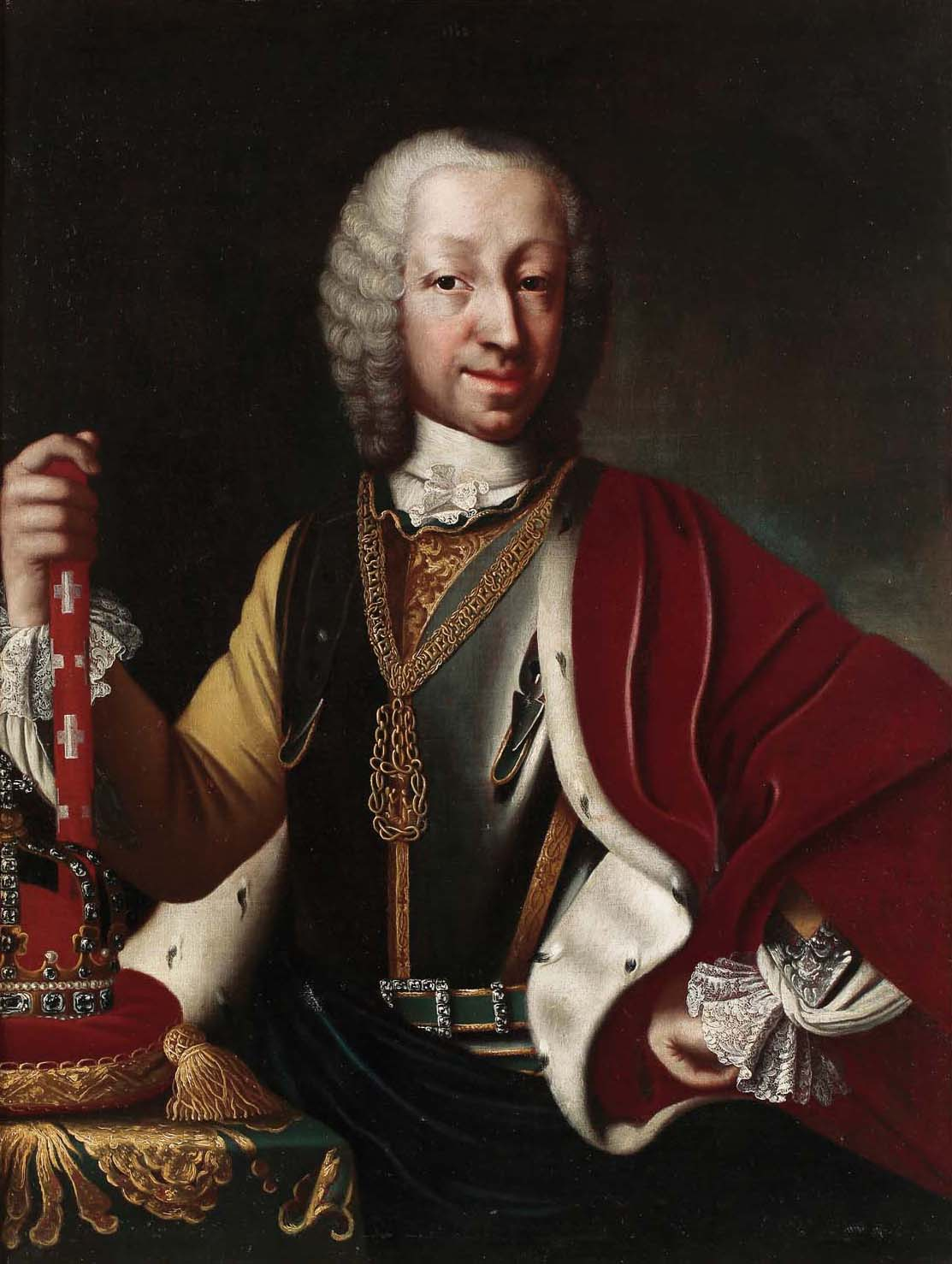
Karl Emanuel III., Sieger von Guastalla (1734), Piemontesischer Soldatenkönig

Aus diesem Grund stand das Herzogtum bei Ausbruch des Spanischen Erbfolgekriegs 1701 an der Seite Frankreichs und Spaniens. 1703 verdächtigte Frankreich Viktor Amadeus, geheimen Kontakt zu Prinz Eugen von Savoyen zu unterhalten, der die österreichischen Truppen in Oberitalien geführt hatte. Auf Befehl Ludwig XIV. wurden mehrere piemontesische Regimenter entwaffnet. 1704 erklärte Viktor Amadeus Frankreich und Spanien den Krieg, deren Truppen auch im Herzogtum Mailand standen. Es folgte ein verlustreicher Mehrfrontenkrieg, der die Piemontesen bald in ihre Festungen zurückdrängte, die sie jedoch mit außergewöhnlicher Hartnäckigkeit verteidigten. Die von Emanuel Philibert im 16. Jahrhundert gebaute Zitadelle von Turin hielt mehreren Belagerungen stand. Die hier gebundenen französischen Truppen wurden im September 1706 in der Schlacht von Turin von Prinz Eugen und Viktor Amadeus geschlagen. In den folgenden fünf Jahren fielen piemontesische und österreichische Truppen wiederholt in Südfrankreich ein. Die 1712 aufgenommenen Friedensverhandlungen endeten für Viktor Amadeus mit einem großen Erfolg: Er erhielt 1713 neben kleineren Gebieten in Norditalien Sizilien und damit die lange angestrebte Königswürde. Nachdem die Spanier auf der Insel eine Invasionsarmee angelandet hatten, gegen die die wenigen piemontesischen Verbände chancenlos blieben, nahm Viktor Amadeus als Ersatz 1720 Sardinien und dessen Krone an.
Im Polnischen Erbfolgekrieg kämpfte König Karl Emanuel III. mit seinen Truppen an der Seite Frankreichs. 1733 eroberte er Mailand, 1734 kämpfte er mit den Franzosen bei Parma gegen die Österreicher. Die Schlacht bei Guastalla wurde hauptsächlich von piemontesischen Milizverbänden entschieden. Ende 1734 eroberten die Piemontesen Mailand wieder, Anfang 1735 Tortona. Der Friede brachte Gebietserweiterungen im Osten.
Im Österreichischen Erbfolgekrieg stand Sardinien-Piemont wieder auf österreichischer Seite. Karl Emanuel III. befreite im Winter 1742 Savoyen von den Spaniern. 1744 drangen Franzosen und Spanier an der Stura di Demonte ins Piemont ein, wurden aber bei Madonna dell’Olmo so stark geschwächt, dass sie die Belagerung von Cuneo abbrechen mussten und sich unter dem Druck der Milizen wieder über die Alpen zurückzogen. In den folgenden beiden Jahren gerieten Piemontesen und Österreicher in die Defensive. Entscheidend war 1746 der österreichische Erfolg bei Piacenza. 1747 setzte die Assiettaschlacht den französischen Expansionsbestrebungen ein abruptes Ende.
Im Lauf der Erbfolgekriege war das piemontesische Heer auf über 55.000 Mann angewachsen, was für das nicht gerade wohlhabende Königreich mit seinen 2,5 Millionen Einwohnern eine erhebliche wirtschaftliche Belastung darstellte. Die Friedenssollstärke legte man nach Kriegsende auf 30.000 Soldaten fest, aus Kostengründen lag die Iststärke in den folgenden Jahrzehnten in der Regel bei etwa 21.000 Mann. Aufgelöst wurden zunächst zahlreiche „ausländische Regimenter“, vor allem solche mit Personal aus anderen italienischen Staaten. Die zehn nationalen, aus angeworbenen oder zwangsrekrutierten Soldaten bestehenden Infanterieregimenter des stehenden Heeres hatten im Allgemeinen wieder zwei Bataillone, die dritten Bataillone stellte im Kriegsfall die Miliz. Kavallerie und Artillerieregiment blieben beinahe unverändert erhalten. Die 1713 in „Provinzmiliz“ umbenannte Sondermiliz umfasste 1752 wieder zwölf Regimenter. Sie bestanden aus nur einem Bataillon, dazu kam eine große Garnisonskompanie und im Kriegsfall eventuell ein zweites Bataillon. Die Provinzmiliz, die im Krieg Teil des Feldheeres wurde, rekrutierte sich aus wehrfähigen Männern zwischen 18 und 40 Jahren. Während ihrer vierjährigen Dienstzeit wurden sie jährlich zu mehreren kurzen Wehrübungen herangezogen, ansonsten blieben sie bei ihren Familien. Alle wehrfähigen Männer, die nicht dem stehenden Heer oder der Provinzmiliz angehörten, bildeten im Krieg die allgemeine Miliz. Sie war in Kompanien organisiert, deren Chefs aus dem Bürgertum stammten. Diese Kompanien dienten im Krieg als Personalreserve, schützen besondere Objekte oder führten so genannte Partisanenoperationen durch. Unter anderem leisteten sie 1744 während der Belagerung von Cuneo gute Dienste. In den Alpen erwies sich die allgemeine Miliz als ausgesprochen nützlich, da das Gelände ihre Kampfesweise begünstigte. Berüchtigt waren die Milizen der Waldenser, die eingedenk der Protestantenverfolgungen immer eine außergewöhnliche Kampfkraft zeigten. Wertvoll waren die Gebirgsmilizen auch in der Aufklärungsrolle, da sie über Truppenbewegungen in den Alpen schnell genaue Informationen lieferten.

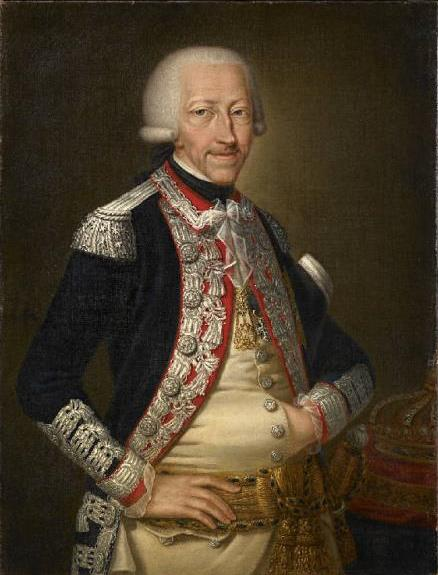
Viktor Amadeus III., König (1773–96), Heeresreformer, kämpfte 1792–96 gegen Frankreich

In der langen Friedensperiode bis 1792 führten die Savoyer unter dem Eindruck des Siebenjährigen Krieges einige Militärreformen durch. 1756 konzentrierte sich die Königliche Akademie in Turin nur noch auf die Ausbildung des Offiziernachwuchses. Viktor Amadeus III. öffnete das Offizierskorps ab 1775 auch dem Bürgertum. Vor allem in der Artillerie und in technisch geprägten Truppenteilen dienten bürgerliche Offiziere mit brauchbarer Vorbildung und Erfahrung, während der Adel eher in der Infanterie und vor allem in der Kavallerie kommandierte. Viktor Amadeus erließ zahlreiche Reglements, von denen jedoch einzelne so detailliert waren, dass sie im Einsatz oft die selbständige Initiative von Kommandeuren und Unterführern erstickten. 1774 fasste er das Artillerieregiment mit seit 1760 bestehenden Artillerieeinheiten der Infanteriebataillone und anderen kleineren Einheiten zum „Artilleriekorps“ zusammen. 1774 entstand auch eine Leichte Infanterietruppe, die Legione Truppe Leggere, aus der später die Guardia di Finanza hervorging. Diese Truppe schützte im Frieden die Grenzen und verfolgte Schmuggler, im Krieg sicherte sie die Bewegungen der Linieninfanterie und übernahm Aufklärungsaufgaben. In diesen Bereichen löste sie die Miliz weitgehend ab. 1786 stellte Viktor Amadeus neben zwei zusätzlichen Provinzmiliz-Regimentern eine weitere leichte Infanterietruppe auf, die Jäger (Cacciatori), welche sich wenige Jahre später in den Alpen auszeichneten. Alle Regimenter erhielten zu ihren Füsilier- und Grenadierkompanien jeweils eine kleine Jägerkompanie. Im Krieg wurden die Jägerkompanien verstärkt und zu selbständigen Bataillonen zusammengefasst. Im Jahr 1786 richtete man auch permanente Führungsebenen oberhalb des Regiments ein.
Bis zum Ende der Erbfolgekriege hatten sich die Uniformen der Waffengattungen und ihrer Regimenter farblich sehr stark diversifiziert. 1751 führte man im gesamten Heer azurblaue Uniformröcke ein, nur Zweispitz, Kragen, Aufschläge, Knöpfe und andere Details blieben unterschiedlich. 1782 erhielt das Heer neue, 148 cm lange Gewehre mit 51 cm langen Bajonetten.
Nach der Französischen Revolution lag ab 1792 auch Sardinien-Piemont mit französischen Revolutionstruppen im Kampf und beteiligte sich am Ersten Koalitionskrieg. Nachdem die Grafschaft Nizza und Savoyen schnell verloren gegangen waren, kämpfte das piemontesische Heer bis 1796 in den Westalpen, oft auf sich allein gestellt, da die Österreicher hauptsächlich am Schutz ihres Herzogtums Mailand interessiert waren. 1796 mussten die Verbündeten dem militärischen Phänomen Napoleon weichen. Piemont wurde schließlich besetzt und die Armee aufgelöst. Das Haus Savoyen zog sich mit wenigen verbliebenen Verbänden und der winzigen Marine bis 1814 auf seine Besitzung Sardinien zurück, die sich 1793 erfolgreich gegen französische Invasionsversuche verteidigt hatte. Napoleon errichtete in Nord- und Mittelitalien eine von ihm abhängige „Republik Italien“, die er 1805 in ein Königreich umwandelte, dessen Krone er bis 1814 trug. Er stellte erstmals ein „Italienisches Heer“ auf, das unter der italienischen Trikolore unter anderem im napoleonischen Russlandfeldzug kämpfte. Dieses napoleonische Heer hat außer Namen und Farben keinen direkten Bezug zum heutigen italienischen Heer.

## 1814–1861
Nach dem Ende der napoleonischen Herrschaft kehrte Viktor Emanuel I. von Sardinien nach Turin zurück. Neben Sardinien, Nizza, Piemont und Savoyen umfasste sein nunmehr vier Millionen Einwohner zählendes Königreich auch Ligurien, dass ihm der Wiener Kongress zugeschlagen hatte, um zwischen Frankreich und dem Kaisertum Österreich einen wirksamen Pufferstaat einzurichten. Mit einem Edikt vom 21. Mai 1814 wurde die staatliche Ordnung von 1796 und damit auch die Armee wiederhergestellt. Zur Sicherung der überkommenen Gesellschaftsstruktur entstand 1814 die Carabinieri-Truppe. Schon 1816 musste das Rekrutierungssystem nach napoleonischem Muster reorganisiert werden, um dem Personalmangel und der heterogenen Zusammensetzung des Offiziers- und des Unteroffizierskorps entgegenzuwirken. 1821 kam es im Piemont zu einem Aufstand gegen Restauration und Absolutismus, in den auch Kronprinz Karl Albert von Savoyen und Teile der Armee verwickelt waren. Einige Regimenter wurden deswegen aufgelöst oder umbenannt und in ihren militärischen Privilegien beschnitten. Die Säuberungen des Jahres 1821 hatten eine Erhöhung des Anteils reaktionärer Offiziere zur Folge, welche antiquierte Reglements, standesgemäßes Verhalten und individuelle Tapferkeit in den Vordergrund stellten, während das genaue Studium moderner militärwissenschaftlicher Literatur als (subversive) bürgerliche Streberhaftigkeit abgetan wurde. Die negativen Auswirkungen auf die Führungsqualitäten der Stabsoffiziere und vor allem auf die der Generale blieben noch über Jahrzehnte hinweg spürbar. Von dieser Entwicklung ausgenommen blieben die stets gut ausgebildeten Artillerieoffiziere, welche jedoch erst sehr viel später eine Vorrangstellung in der Generalität erreichten.

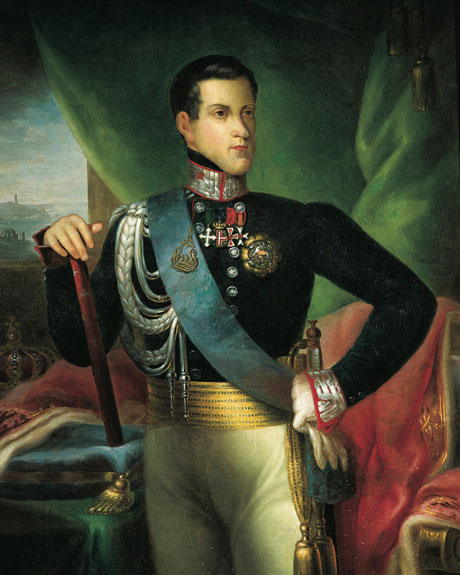
Karl Albert I., Heeresreformer, Anführer im Risorgimento, scheiterte 1848/49

Ab 1831 reformierte Karl Albert als König sein Land (das Statuto Albertino von 1848 blieb bis 1948 die italienische Verfassung) und auch seine Armee tiefgreifend. Die „albertinischen Reformen“ prägen das Gesicht des italienischen Heeres bis heute. Bereits 1814 war vorgesehen worden, die alten, z. T. nach piemontesischen Provinzen benannten Regimenter umzugliedern. Erst Karl Alberts Kriegsminister Emanuele Pes di Villamarina setzte dies in die Tat um. Aus den Regimentsstäben gingen 1831 Brigaden hervor, die Namen und Tradition der alten Regimenter übernahmen, welche ihrerseits geteilt wurden und zwei neue Infanterieregimenter bildeten. Die beiden neuen Regimenter erhielten zunächst jeweils die Nummer 1 und 2, 1839 dann eine durchgehende Nummerierung. Demzufolge ergab sich (unter Berücksichtigung des Zwischenfalles von 1821) für das Heer folgendes Bild:
- Infanterie (drei teilaktive Bataillone und ein Reservebataillon je Regiment):
  - Brigade „Granatieri di Sardegna“: 1./2. Grenadierregiment („Guardie“, 1659)
  - Brigade „Re“: 1./2. Inf.Rgt. („Fleury“, 1624)
  - Brigade „Piemonte“: 3./4. Inf.Rgt. („C. Alfieri“, 1636)
  - Brigade „Aosta“: 5./6. Inf.Rgt. („Fucilieri“, 1690)
  - Brigade „Cuneo“: 7./8. Inf.Rgt. („Nizza“, 1701)
  - Brigade „Regina“: 9./10. Inf.Rgt. („Regina“, 1741)
  - Brigade „Casale“: 11./12. Inf.Rgt. („Du Cheynez“, 1619)
  - Brigade „Pinerolo“: 13./14. Inf.Rgt. („Lullin“, 1672)
  - Brigade „Savona“: 15./16. Inf.Rgt. („Genova“, 1815)
  - Brigade „Acqui“: 17./18. Inf.Rgt. („Desportes“, 1703)

Die Provinzmiliz und die allgemeine Miliz waren in ihrer bisherigen Form bereits 1816 abgeschafft worden. Seitdem standen diese und ähnliche Begriffe nur noch für Personalreserven für das stehende Heer. 1831 löste man alle selbständigen Jägerbataillone auf, während die Jägerkompanien der Linienregimenter vorerst erhalten blieben. Die 1836 gegründete Elitetruppe der Bersaglieri (Schützen) wurde als selbständiger operierende Verfügungstruppe höheren Stäben zugeteilt. Bis 1859 verfügte jede der 10 Infanteriebrigaden über ein Bersaglieri-Bataillon.
- Kavallerie (sechs, später fünf Eskadrons je Regiment):
  - 1. Regiment „Nizza Cavalleria“ („Dragons Jaunes“, 1690)
  - 2. Regiment „Piemonte Reale Cavalleria“ („Cavaglià“, 1692)
  - 3. Regiment „Savoia Cavalleria“ (1692)
  - 4. Regiment „Genova Cavalleria“ („Dragons Bleus“, 1683)
  - 5. Regiment „Lancieri di Novara“ („Dragoni di Piemonte“, 1828)
  - 6. Regiment „Lancieri di Aosta“ („Aosta Cavalleria“, 1774/1832)

Die Artillerie bestand 1832 aus acht Abteilungen („Brigaden“, Bataillonsstärke), die wenigen Genietruppen erhielten 1824 den Status einer Waffengattung.
Jeweils zwei Infanteriebrigaden, ein Kavallerieregiment sowie Artillerie-, Genie- und Versorgungseinheiten bildeten im Krieg eine Division (1–5). Die Kavallerieregimenter konnten auch zu Kavalleriebrigaden zusammengefasst oder den beiden Armeekorps (I und II) zugeteilt werden. Eine Division (mit der Garde) bildete grundsätzlich die Reserve und unterstand dem Oberkommando unmittelbar. Nach 1860 wurden die Listen der piemontesischen Regimenter, Brigaden, Divisionen und Armeekorps einfach verlängert. Strukturell blieb das vergrößerte Heer bis 1918 im Wesentlichen unverändert.
1832 hatte das piemontesische Heer eine Friedensstärke von 31.594 Mann und 3.798 Pferden. 23.140 Mann (73,3 %) dienten in der Infanterie, 4.674 in der Kavallerie (14,8 %) und 3.027 in der Artillerie (9,5 %). Die niedrigen Iststärken der Einheiten waren der Ausbildung abträglich und bei der Mobilmachung kamen die Offiziere mit den hohen Kriegsstärken nicht mehr zurecht. Im Fall einer Mobilmachung stieg die Sollstärke auf 67.802 Mann, mit der Generalmobilmachung auf 117.000 Soldaten. 90 % des Heeres waren auf dem Festland stationiert, wo die Verbände im Schnitt alle zwei Jahre den Standort wechselten. Diese Probleme und Gewohnheiten blieben ebenfalls bis ins 20. Jahrhundert erhalten.
Der langen Wehrpflicht konnten sich wohlhabende und höherstehende Männer durch die Benennung von freiwilligen Ersatzleuten (surrogazione) und durch die Zahlung einer Gebühr entziehen. Den durchgehenden, acht Jahre langen Wehrdienst leisteten Freiwillige, Ersatzleute, in Sardinien geborene, Arbeitslose und durch das Los bestimmte ab. Alle anderen wehrfähigen Männer gehörten 13 bis 16 Jahre der Provinzmiliz an. Je nach Waffengattung dienten sie ein bis drei Jahre bei einer aktiven Einheit, die folgenden sechs bis zehn Jahre gehörten sie diesen Einheiten als Reservisten an und wurden nur einmal im Jahr zu einer kurzen Wehrübung einberufen, die letzten vier bis acht Jahre waren sie den Reservebataillonen ihrer Regimenter zugeteilt. Im Lauf der Zeit nahm die Dauer der Wehrdienstzeit kontinuierlich ab.
Seit der napoleonischen Epoche entwickelte sich in Italien ein Nationalgefühl, das besonders von Österreich, welches (durch den Wiener Kongress legitimiert) die Lombardei und Venetien besetzt hielt und das Großherzogtum Toskana kontrollierte, zum Teil blutig unterdrückt wurde (Folter in der böhmischen Festung Spielberg, 1848 Volksaufstände in Mailand, Brescia, Venedig und auch im Cadore). Unter Führung Piemonts und seines Premierministers Cavour, mit Unterstützung der Freischaren Garibaldis, Frankreichs und Englands gelang es in den Italienischen Unabhängigkeitskriegen von 1848 bis 1870 den heutigen italienischen Nationalstaat zu schaffen (vs. Metternich: „Italien? Geographischer Begriff!“). Wegen der politischen Umstände, der Bedrohungslage und des damit in Verbindung stehenden Zeitdrucks gelang es damals nicht, einen wirklich neuen, den Umständen in den verschiedenen Landesteilen entsprechend möglichst föderalen Staatsapparat aufzubauen. Stattdessen wurde das recht fortschrittliche piemontesische Regierungs- und Verwaltungssystem 1861 zentralistisch auf ganz Italien übertragen, mit fatalen Folgen, besonders in solchen Gebieten, die keine Steuer- oder Wehrpflicht kannten, die also mit dem modernen piemontesischen Verwaltungsgedanken nichts anfangen konnten und den König von Italien somit nur als weiteren Fremdherrscher betrachteten, der Freiheit verkündete, aber wegen der Not des neuen Staates sogar eine Steuer aufs Brot (Mahlsteuer) erheben musste.

## Königlich-Italienisches Heer (1861–1946)

### Entwicklung bis zum Ersten Weltkrieg

Flagge Italiens mit dem Wappen Savoyens

Wappen Königreich Italien

Die Armeen der anderen italienischen Staaten, die wie in der Toskana oder in Neapel eine z. T. lange eigene Geschichte hatten, wurden aufgelöst und in die piemontesische Armee eingegliedert, die nunmehr den Namen „italienisches Heer“ trug. Vor allem in Süditalien wurde das Heer nach der Einigung weiterhin als „piemontesisch“ bezeichnet und in einem jahrelangen Kleinkrieg (brigantaggio) bekämpft, den die abgesetzten neapolitanischen Bourbonen nach Kräften unterstützten. Die Durchsetzung der Allgemeinen Wehrpflicht erwies sich hier noch bis zum Ersten Weltkrieg als problematisch.
Ab 1860 wurden die zusätzlichen Brigaden der Linieninfanterie traditionsgemäß in der Regel nach den Provinzen oder Städten benannt, aus denen die neuen Kontingente stammten. Aus den „Alpenjägern“ Garibaldis, einer Freischartruppe, wurde die Brigade „Alpi“ (51./52. Inf.Rgt.), nach der Besetzung des restlichen Kirchenstaates wurde die Brigade „Roma“ (79./80. Inf.Rgt.) gebildet. Aus politischen Gründen wurde später auf eine lokale Rekrutierung der Linieninfanterie verzichtet, was erhebliche Auswirkungen auf ihre Leistungsfähigkeit hatte. Eine wirkliche Neugründung waren dagegen die „Alpini“ (1872).
Von 1872 bis 1877 reduzierte man den Grundwehrdienst schrittweise von fünf auf drei Jahre, die man als das absolut notwendige Minimum ansah. Bei 25 Millionen Einwohnern und einem 200.000 Mann starken Heer war bei einer dreijährigen Dienstzeit die Allgemeine Wehrpflicht nicht für alle gleichermaßen realisierbar. Nach preußischem Vorbild wurden Landwehr und Landsturm als „Mobile Miliz“ und „Territoriale Miliz“ eingeführt, die unter den Bezeichnungen Provinzmiliz und Allgemeine Miliz schon über Jahrhunderte hinweg in Sardinien-Piemont bestanden hatten. Hier absolvierten diejenigen Wehrpflichtigen eine Kurzausbildung, die man nicht ins stehende Heer eingliedern konnte oder wollte. Daneben gehörten der Miliz auch die Reservisten an, die im stehenden Heer gedient hatten und dann noch der Reserve ihrer aktiven Verbände zugeteilt gewesen waren. Das Führungspersonal der Miliz stammte hauptsächlich aus dem Kontingent der Einjährig-Freiwilligen. Die Wiedereinführung von Milizverbänden als Ergänzung des stehenden Heeres erwies sich als unzeitgemäß. Selbst in Preußen hatte die Landwehr seinerzeit stark an Bedeutung verloren. Die Mobile Miliz konnte bestenfalls den rückwärtigen Raum sichern, die Territoriale Miliz erwies sich sogar für die ihr zugedachten Polizeiaufgaben im Inneren als ungeeignet. Beide blieben bis zum Ersten Weltkrieg erhalten, dienten jedoch vorwiegend als Personalreservoir für das Feldheer.
Bis 1914 hatte das italienische Heer 12 Armeekorps (I-XII; mit Artillerie, Pionieren, Kavallerie und Bersaglieri als Korpstruppen), 24 Divisionen (1–24), 47 Linieninfanteriebrigaden mit 94 Regimentern (1–94) und eine Grenadierbrigade mit 2 Regimentern. Die 8 Alpiniregimenter waren separat organisiert. Die Friedenssollstärke lag 1914 bei 275.000 Soldaten, die Kriegssollstärke bei knapp 1.100.000 Mann, jedoch fehlte hierfür die notwendige Ausrüstung. Während des Ersten Weltkriegs wurde die Armee im Zug der Generalmobilmachung wesentlich vergrößert. 1915 verfügte man über 35 Infanteriedivisionen (14 Armeekorps), 1916 stieg die Zahl auf 43 Divisionen (18 Korps), 1917 auf 65 Divisionen (26 Korps), 1918 brachte man es nach dem Rückschlag von Karfreit wieder auf 55 Divisionen (24 Korps). Daneben gab es vier Kavalleriedivisionen. Die 30 Kavallerieregimenter operierten in der Regel zu Fuß, nur im Herbst 1917 und im Herbst 1918 kam es zu größeren berittenen Einsätzen (siehe: Liste italienischer Regimenter).

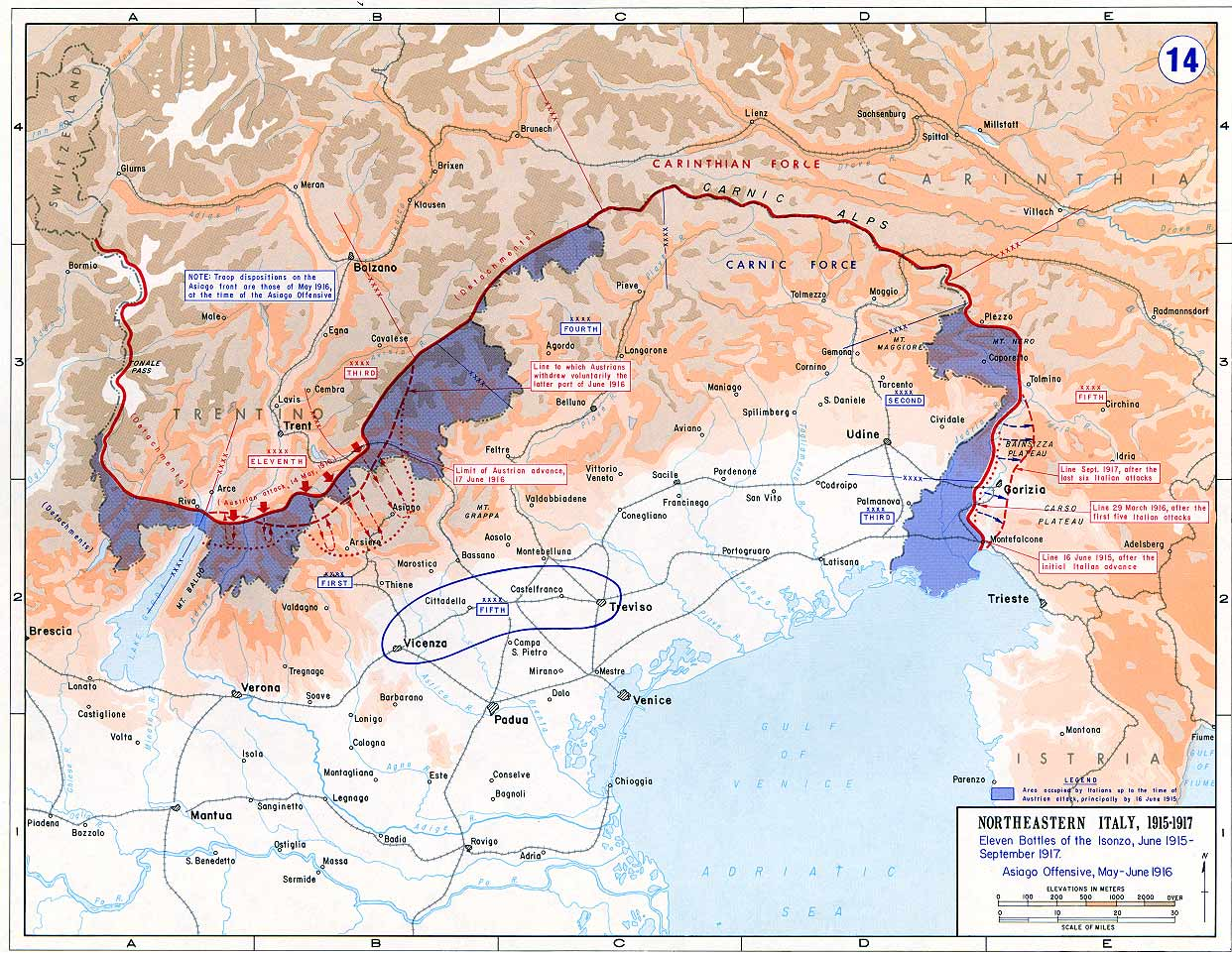
Karte der Italienfront (Erster Weltkrieg)

Die italienische Armee wurde im Frühjahr 1915 von nationalistischen Regierungskreisen und der Krone gegen den Willen der Mehrheit der Bevölkerung und der Abgeordneten im Parlament in den Krieg gegen Österreich-Ungarn (und ab 1916 auch gegen Deutschland) geschickt, obwohl es eigentlich mit Österreich und Deutschland im Dreibund verbündet war. Italien hatte diesen Vertrag 1882 geschlossen, um sich in seiner Mittelmeerpolitik gegen Frankreich rückzuversichern. 1914 begründete es seine Neutralitätserklärung nicht zu Unrecht damit, dass es sich beim Dreibund um einen Beistandsvertrag für den Fall eines Angriffs vertragsfremder Parteien handelte, wohingegen Österreich mit dem Plazet Deutschlands nach dem Attentat von Sarajevo Serbien den Krieg erklärt hatte. Die österreichische Balkanpolitik hatte schon zuvor italienischen Interessen auf dem Balkan geschadet und beide Seiten zu Maßnahmen veranlasst, die nicht nur dem Geist, sondern auch einzelnen Bestimmungen des Bündnisvertrages widersprachen. Spannungen gab es darüber hinaus wegen der italienischen Ansprüche auf österreichische Gebiete mit italienischer Bevölkerungsmehrheit im Trentino sowie in Istrien und Dalmatien (Irredenta). Der österreich-ungarische Generalstabschef Conrad von Hötzendorf hatte seinerseits schon seit 1907 einen Präventivkrieg gegen Italien gefordert und vorbereitet.
Der italienische Generalstabschef Luigi Cadorna ließ seine Armeen bis zur Schlacht von Karfreit nach altmodischen Methoden und unter Anwendung brutaler Disziplinarmaßnahmen gegen die zahlenmäßig unterlegene, aber bei der Verteidigung der Alpen- und Isonzofront topografisch eindeutig begünstigten österreichische Armee anrennen. Beide Armeen zahlten besonders in den ersten elf Isonzoschlachten einen erschreckenden Blutzoll. Der deutsch-österreichische Durchbruch in der Zwölften Isonzoschlacht und der Zusammenbruch der italienischen Front östlich der Hochfläche von Asiago brachte Italien in eine extrem kritische Lage. Die mit Glück abgewendete eigene Niederlage hatte in der italienischen Armee einen Reinigungsprozess zur Folge. An der verkürzten Front von den Alpen über den Grappa-Stock bis zum Piave standen nunmehr zwar weniger, aber wesentlich besser motivierte und vom neuen Generalstabschef Armando Diaz wesentlich humaner und moderner geführte Soldaten. Der österreichische Versuch, im Sommer 1918 am Piave doch noch eine Entscheidung zu erzwingen, scheiterte auch am Willen dieser Soldaten. Im Herbst 1918 begannen die verschiedenen Völker der Donaumonarchie konkret nach Unabhängigkeit zu streben. Die geschwächte österreichisch-ungarische Armee kämpfte jedoch noch bis zum 30. Oktober 1918 mit aller Entschlossenheit, insbesondere auf dem Monte Grappa. In der am 24. Oktober 1918 eröffneten Schlacht von Vittorio Veneto erzielten die Italiener am 28. Oktober einen Durchbruch, der den Zusammenbruch der österreichischen Gebirgsfront zur Folge hatte. Für die Verzögerungen bei den Waffenstillstandsverhandlungen trug die italienische Seite nachweislich nicht die Verantwortung.
Dem italienischen Heer wird neben der „Vollendung der (territorialen) Einigung Italiens“ auch das Verdienst zugeschrieben, das Land gesellschaftlich geeint zu haben. Insgesamt 5,2 Millionen italienische Soldaten dienten während des Krieges in Italien, auf dem Balkan, in Frankreich und auf kleineren Nebenkriegsschauplätzen. Von wenigen Ausnahmen abgesehen wurden in den Militäreinheiten Soldaten aus allen Landesteilen eingesetzt, und die gemeinsam durchgestandenen Schrecken des jahrelangen Stellungskrieges sowie die kritische Lage unmittelbar nach Karfreit führten vor allem 1918 zu einer nie da gewesenen Solidarität. Diesem Prozess standen auf der anderen Seite 680.000 Gefallene und 1,3 Millionen Kriegsversehrte und Verwundete gegenüber, sowie eine politische und wirtschaftliche Krise, die den Faschismus heraufbeschwor.

### Zeit des Faschismus

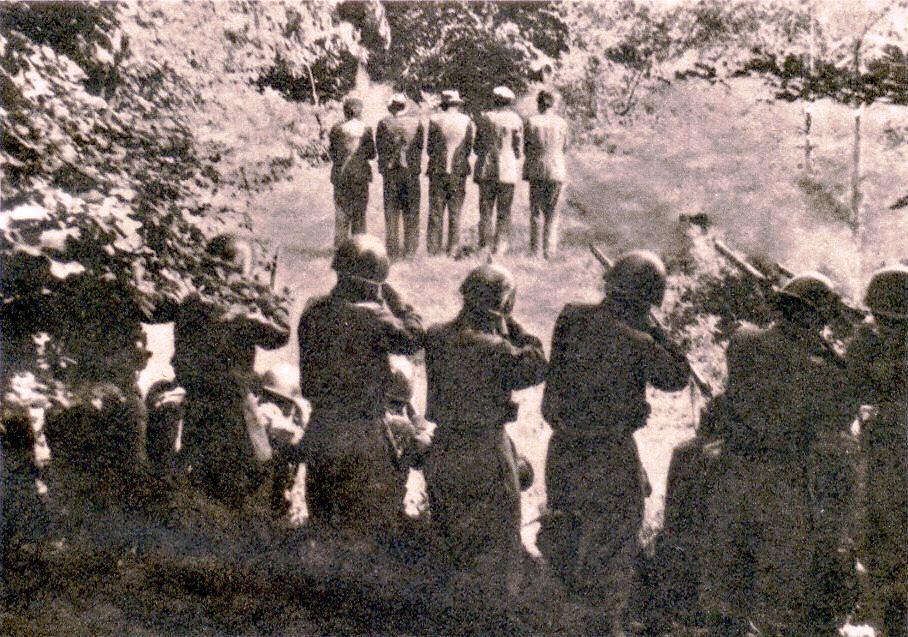
Italienische Soldaten bei der Geiselerschießung 1942 in Slowenien

Gegen Ende des Krieges begannen fast alle europäischen Heere damit, die Brigaden aufzulösen und jeweils drei Infanterieregimenter einer Division direkt zu unterstellen. In Italien bedeutete dies eine Krise der „albertinischen“ Heeresstruktur und der althergebrachten Ordnung und Tradition. Die jeweils zwei Linieninfanterieregimenter der Brigaden verloren ihren gemeinsamen Traditionsträger und wurden zum Teil recht willkürlich den Divisionskommandos unterstellt. Alle 1915 bis 1918 zusätzlich mobilgemachten Verbände und Großverbände wurden aufgelöst, mit Ausnahme der Regimenter von vier Linieninfanteriebrigaden („Liguria“, „Sassari“, „Arezzo“ und „Avellino“) die sich während des Krieges besonders ausgezeichnet hatten. In der Zeit zwischen den beiden Weltkriegen bemühte man sich, kleinere Teile des Heeres zu motorisieren. In den 1930er Jahren wurden zwei Infanteriedivisionen (101. „Trieste“ und 102. „Trento“) motorisiert und zwei leichte Panzerdivisionen (131. „Centauro“ und 132. „Ariete“) aufgestellt. Die Heeresreform von 1939 (Ordinamento Pariani) hatte katastrophale Folgen. Die militärische Stärke eines Landes wurde damals durch die Zahl seiner Divisionen zum Ausdruck gebracht (Stalin: „Wieviel Divisionen hat der Vatikan?“). Es war Mussolinis Absicht gewesen, auch durch diese Zahlen politisch an Einfluss zu gewinnen. Er glaubte, auch wegen des unschlüssigen Kriegsverlaufs von 1939 bis 1940 (drôle de guerre), nicht an einen langen Krieg und wollte in seiner Eitelkeit durch kurzfristige und kurzsichtige Manöver seinen Platz am Verhandlungstisch der europäischen Mächte sichern. Der Heeresgeneralstabschef Pariani half ihm bei seinem Anliegen, mehr Divisionen aufs Papier zu bringen. Parianis Ansicht nach waren die dreigliedrigen Divisionen zu schwerfällig. Anstatt sie durch Motorisierung mobiler zu machen, nahm er ihnen jeweils ein Infanterieregiment und schaffte so die Grundlagen für mehr Divisionen. Gleichzeitig wurde es dadurch aber auch möglich, die alte albertinische Ordnung in der Heeresstruktur wiederherzustellen. Wenn zwei Linieninfanterieregimenter zusammen mit einem Artillerieregiment und anderen Divisionstruppen eine Division bilden sollten, konnte diese auch den Namen einer alten Brigade tragen und die traditionellen Schwesterregimenter unter sich vereinigen. So kamen die ursprünglich nummerierten italienischen Divisionen zu Namen.
Ein Blick auf die Binnenstruktur dieser neuen Divisionen offenbart Schlimmes. In Friedenszeiten waren die dritten Bataillone der Infanterieregimenter der herkömmlichen dreigliedrigen Divisionen gekadert. Erst durch Mobilmachung sollten diese mit Reservisten aufgefüllt werden und die Gesamtzahl der Infanteriebataillone der Division von sechs auf neun steigen. Durch den Verlust eines Regiments pro Division (1939) fiel der Friedensbestand von sechs auf vier Bataillone. Die vorgesehenen dritten Reservebataillone der Regimenter wurden bei der Mobilmachung zwar aufgefüllt, aber umgehend für die Bildung ganz neuer Regimenter und Divisionen herangezogen.

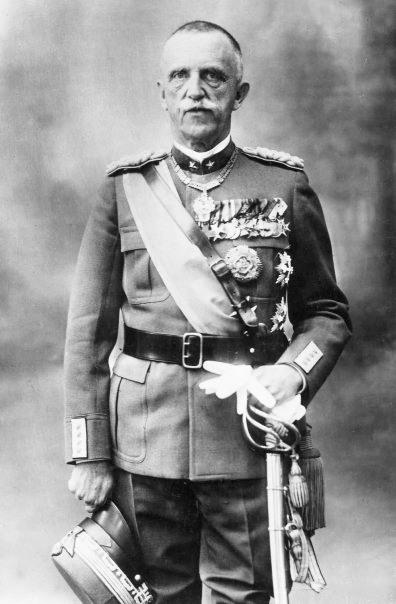
Viktor Emanuel III. ließ die faschistische Diktatur zu, unterschrieb 1938 die Rassengesetze, erlaubte 1940 Mussolinis Kriegserklärung, überließ 1943 das Land sich selbst. Am 2. Juni 1946 wurde die Monarchie per Referendum abgeschafft.

So kam es, dass das italienische Heer 1940 mit zahlreichen Divisionen in den Zweiten Weltkrieg eintrat, die nur zwei Infanterieregimenter mit insgesamt vier Bataillonen hatten, weniger als die alten piemontesischen Brigaden des 19. Jahrhunderts. Auch das Divisionsartillerieregiment hatte nur zwei statt drei mittlere Bataillone, dazu kam das schwere Bataillon und ein Flugabwehrverband. Die neue, hierfür notwendige Einsatzdoktrin war weder richtig fertiggestellt, noch eingeübt. Sie sah ein lineares Vorgehen in die Tiefe des Raumes vor. Ein Regiment sollte vorstoßen und zu gegebener Zeit vom anderen abgelöst werden (wobei die klassischen Führungsaufgaben der Division zwangsläufig auf das Korps übergingen). Hierfür hatte man aber weder die notwendigen Transportmittel noch geeignete unterstützende Panzer. Der Ausbildungsstand der Truppen und deren sonstige Ausrüstung war völlig unzureichend. Der von Mussolini (trotz der Warnungen von Generalstabschef Pietro Badoglio, von Rüstungskommissar Carlo Favagrossa und anderen) entsprechend seinem politischen Kalkül und ohne militärische Gesamtstrategie geführte Krieg hatte darüber hinaus verheerende Auswirkungen auf die Moral der Truppe. Die zweigliedrige (sog. „binäre“) Division erwies sich als eine völlige Fehlkonstruktion. Durch Zuteilung von faschistischen „Schwarzhemdlegionen“ und Infanterieregimentern der so genannten (Zahlen-)Serie 300 wurde versucht, die fehlenden dritten Regimenter zu ersetzen. Die Zuteilung von Bersaglieri-Regimentern zeigte in der Regel bessere Ergebnisse.
Nach dem katastrophalen Kriegsverlauf und der Absetzung Mussolinis schloss Italien im September 1943 mit den Alliierten einen Waffenstillstand. Hitler befahl daraufhin die Besetzung Italiens und die Entwaffnung der italienischen Streitkräfte. Etliche italienische Militärverbände leisteten befehlsgemäß bewaffneten Widerstand. Vor allem auf dem Balkan endete der Widerstand isolierter Verbände auf tragische Weise (vgl. dt. Massaker an der italienischen Division „Acqui“ auf der griechischen Insel Kefalonia), andernorts (z. B. auf Sardinien) konnte man sich behaupten. Zahlreiche Soldaten mussten in Deutschland als so genannte italienische Militärinternierte Zwangsarbeit leisten. Das deutsche Vorgehen führte im Oktober 1943 zur Kriegserklärung der Regierung Badoglio an das Deutsche Reich. Teile der verbliebenen Armee entschlossen sich, auf deutscher Seite weiter zu kämpfen, während fünf Divisionen („Cremona“, „Legnano“, „Mantova“, „Friuli“ und „Folgore“) mit den Alliierten am Befreiungskrieg teilnahmen. Diese fünf Divisionen bildeten nach dem Krieg den Grundstock des neuen italienischen Heeres. Mit Abschaffung der Monarchie verlor dieses das Attribut „königlich“.

## 1945–2005
Paradoxerweise erreichte die italienische Armee nur zehn Jahre nach ihrem völligen Zusammenbruch den höchsten Leistungsstand ihrer Geschichte. Dafür gab es drei Gründe: amerikanische Militärhilfe, ein neues Verständnis des Begriffs Ausbildung und eine vernünftige Heeresstruktur. Schwerpunkt des neuen Heeres lag wegen der Bedrohung durch die Armeen des Warschauer Paktes im Nordosten Italiens. Dort wurden insgesamt drei Panzerdivisionen, vier Infanteriedivisionen (alle mit Namen und Regimentern unterschiedlicher „Herkunft“; siehe auch Liste italienischer Großverbände) und fünf Alpini-Brigaden in drei Korps aufgestellt:
- III. Korps (Mailand)

Flagge der Republik Italien

  - Panzerdivision „Centauro“ (Novara)
  - Infanteriedivision „Legnano“ (Bergamo)
  - Infanteriedivision „Cremona“ (Turin)

- IV. (Gebirgs-)Korps (Bozen)
  - Alpinibrigade „Taurinense“ (Turin)
  - Alpinibrigade „Orobica“ (Meran)
  - Alpinibrigade „Tridentina“ (Brixen)
  - Alpinibrigade „Cadore“ (Belluno)
  - Alpinibrigade „Julia“ (Udine) („Julia“ bis zu 10.000 Mann stark)

- V. Korps (Vittorio Veneto)
  - Panzerdivision „Ariete“ (Pordenone)
  - Panzerdivision „Pozzuolo del Friuli“ (Palmanova) (bald zu Brigade reduziert)
  - Infanteriedivision „Mantova“ (Udine)
  - Infanteriedivision „Folgore“ (Treviso)

Die drei Korps sollten im Verteidigungsfall dem NATO-Kommando „Landsouth“ in Verona unterstellt werden. Daneben gab es in Mittel- und Süditalien noch weitere, z. T. größere Verbände. Für eine gewisse Zeit existierte in Bologna noch ein VI. Korps mit den Infanteriedivisionen „Friuli“ (Florenz) und „Trieste“ (Bologna). Die Divisionen dieses Korps wurden bald zu Brigaden reduziert und zusammen mit der
Fallschirmjägerbrigade „Folgore“ (Livorno; nicht Inf.div. des V. Korps) einem Regionalkommando in Florenz unterstellt. In Rom lag die Infanteriedivision
„Granatieri di Sardegna“, in Süditalien die Infanteriedivisionen „Avellino“ (Neapel), „Pinerolo“ (Bari) und „Aosta“ (Messina), die aber nach und nach alle zu Brigaden verringert wurden und die Funktionen eines Territorialheeres hatten. Besonders die Infanteriedivisionen im Norden hatten neben drei Infanterieregimentern und Panzerverbänden jeweils ein Feldartillerie-, ein Panzerabwehrartillerie- und ein Flugabwehrartillerieregiment, sowie weitere Divisionstruppen.
Die Spannungen mit Jugoslawien wegen der Triest- und Istrienfrage und der dortigen italienischen Minderheit sowie die noch lebendigen Erinnerungen an die Vertreibung der italienischen Bevölkerung aus Istrien und Dalmatien bei Kriegsende führten Mitte der 50er Jahre zu Kriegsvorbereitungen. In Padua wurde mit den besten Köpfen der Generalität ein Stab der 3. Armee gebildet, die die Führung der Korps unabhängig vom NATO-Kommando „Landsouth“ übernehmen sollte. (Die 3. Armee führte 1915 bis 1917 die Korps am unteren Isonzo. Sie konnte sich nach Karfreit auch durch die Opferung einer Kavalleriebrigade bei Pozzuolo del Friuli geordnet zur Piavelinie zurückziehen, welche sie dann verteidigte. Die 3. Armee war an der Schlacht von Vittorio Veneto maßgeblich beteiligt.) Schließlich wurde der Konflikt 1955 auf diplomatischem Weg entschärft (Rückgabe von Triest) und 1975 durch einen Vertrag ganz gelöst (Grenzverlaufsbestätigung, Minderheitenrechte). Ähnliches spielte sich in den sechziger Jahren, wenn auch mit anderen Vorzeichen, in Südtirol ab.

Wappen des italienischen Heeres

Von 1955 bis zur großen Heeresreform von 1975 sank die Einsatzbereitschaft des Heeres beständig. Vor allem mangelnde Finanzmittel für notwendige Modernisierungen und relativ niedrige Iststände der Verbände trugen hierzu bei. Die Reform von 1975, die Italien auf den NATO-Brigadestandard brachte, bedeutete einen drastischen Einschnitt für das traditionell regimentsbezogene italienische Heer. Demnach sollten die Divisionen nicht mehr in Regimenter, sondern in gemischte Brigaden mit Bataillonen organisiert werden. Während das Gefecht der verbundenen Waffen früher erst durch den Austausch von Teilen der jeweiligen „Monokultur-Regimenter“ möglich wurde, institutionalisieren die von vornherein gemischten Brigaden diese Kooperation sozusagen „von Haus aus“. Es gab in Italien zwar schon vor 1975 Brigaden, dabei handelte es sich jedoch eher um verringerte Divisionen mit einem Regiment und Unterstützungstruppenteilen für Sonder- oder Territorialaufgaben. Nach der neuen Struktur hatten die Infanteriebrigaden drei mechanisierte Infanteriebataillone und ein Panzerbataillon, dazu kam ein Panzerartilleriebataillon. Bei den Panzerbrigaden verhielt es sich genau umgekehrt, doch gab es in italienischen Panzerbrigaden in der Regel nur zwei Panzerbataillone mit einem Bersaglieri-Bataillon und einem Panzerartilleriebataillon. Die Alpini-Brigaden hatten drei bis vier Gebirgsjägerbataillone und zwei Gebirgsartilleriebataillone. Umgesetzt wurde diese Strukturreform durch eine Transformation etlicher Regimentsstäbe zu Brigadestäben und durch eine Verselbständigung der Bataillone. Nie verdaut wurde im italienischen Heer die Übertragung der Regimentstraditionen und Namen auf Bataillone, sowie der Umstand, dass ein Oberstleutnant Kommandeur sein sollte. So wurde in günstigen Fällen z. B. aus dem 66. Infanterieregiment „Trieste“ (das 1943 bei Enfidaville in Tunesien eine legendäre Abwehrschlacht schlug; heute Teil der luftbeweglichen Brigade „Friuli“) ein 66. Infanteriebataillon „Trieste“, in ungünstigen Fällen, wegen waffengattungsbedingter Terminologie, beispielsweise aus dem Kavallerieregiment „Cavalleggeri di Saluzzo“ eine „Schwadronengruppe Cavalleggeri di Saluzzo“ (Panzeraufklärungsbataillon). Bei den Alpini-Regimentern, deren Bataillone und auch Kompanien selbständiger sind, schienen solche Kontraktionen gänzlich unmöglich. Ähnlich verhielt es sich bei den Bersaglieri. Die Reform von 1975 hat bis heute Bestand. Die Bataillone wurden aber ab 1991 wieder in Regimenter umbenannt, obwohl sie weiterhin nur Bataillonsstärke haben (ähnliches gibt es in Frankreich und Großbritannien). 1986 wurden die vier verbliebenen Divisionskommandos aufgelöst und alle Brigaden direkt den drei Korps oder den Militärregionen unterstellt. Wegen der natürlichen Räume in Italien schien diese Rationalisierung, bei der die Korpstruppen neu geordnet wurden und die Brigaden jeweils ein Logistikbataillon erhielten, sinnvoll. 1989 hatte das Heer 26 Brigaden (fünf Panzerbrigaden, neun mechanisierte und fünf motorisierte Infanteriebrigaden, fünf Alpini-Brigaden, eine Luftlandebrigade, sowie eine Raketenartilleriebrigade), die den drei erwähnten Korps und fünf von sieben Militärregionen unterstellt waren.
In den Jahren 1991 bis 1993 leiteten Logistiktruppen die Operation Pelikan, ein humanitärer Hilfseinsatz in Albanien.
1991 wurde die Zahl der Brigaden auf 19 verringert, das Heer blieb ansonsten strukturell weitgehend unverändert. Zu tiefgreifenden Reformen in den gesamten Streitkräften kam es 1997. Das auf 150.000 Mann und 13 Brigaden reduzierte Heer erhielt neue Führungsstrukturen, die Korpsstäbe neue Bezeichnungen und Aufgaben, die unterstützenden Bereiche und Verbände wurden fast vollständig reorganisiert. Die quantitative Verringerung brachte zunächst keine wesentliche qualitative Verbesserung der Ausrüstung, weil der Verteidigungshaushalt in den 1990er Jahren als eine Art Steinbruch für andere Prioritäten diente. Positiv wirkte sich der höhere Anteil an gut ausgebildeten und bei Auslandseinsätzen erprobten Zeitsoldaten aus. Für die geplante Einführung einer Berufsarmee reformierte man die Personal- und Laufbahnstrukturen und öffnete auch das Heer uneingeschränkt für Frauen. Nach der Auflösung von zwei weiteren Kampfbrigaden (Tridentina, Centauro) in Norditalien im Jahr 2002 und einer weiterhin guten Entwicklung des Freiwilligenanteils stand einer Aussetzung der Wehrpflicht zum 30. Juni 2005 nichts mehr im Weg.
| Alpini-Brigade Taurinense |

| Alpini-Brigade Tridentina |

| Alpini-Brigade Julia |

| Kavalleriebrigade Pozzuolo del Friuli |

| Panzerbrigade Ariete |

| Panzerbrigade Centauro |

| Mechanisierte Brigade Friuli |

| Fallschirmjägerbrigade Folgore |

| Mechanisierte Brigade Granatieri di Sardegna |

| Bersaglieri-Brigade Garibaldi |

| Mechanisierte Brigade Pinerolo |

| Mechanisierte Brigade Aosta |

| Mechanisierte Brigade Sassari |

## Berufsarmee

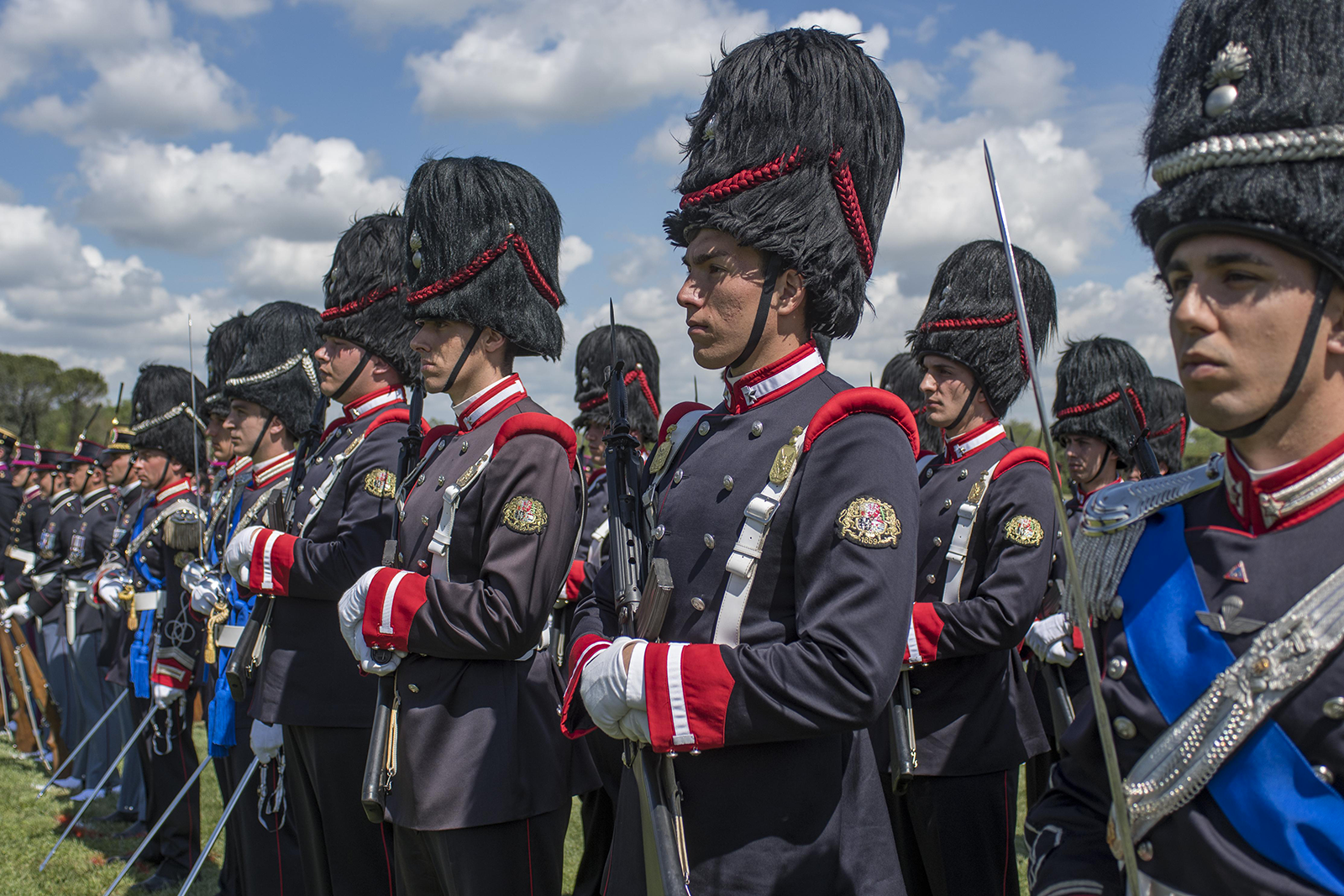
Italienische Grenadiere

Die Iststärke des italienischen Heeres blieb auch nach der Umstellung zunächst noch über der Sollstärke von 112.000 Soldaten. Vorausgesehen hatte man Probleme wie die zu hohe Zahl nicht mehr angemessen verwendbarer Generale, Stabsoffiziere und Portepee-Unteroffiziere. Mangels besonderer Vorruhestandsregelungen oder anderer Alternativen mussten sie oft in verschiedensten Dienststellen „geparkt“ werden, die eigentlich aufgelöst werden sollten. Bei der Mannschaftslaufbahn hatte man schon vor der Reform gesehen, dass die zahlreichen Freiwilligen aus Süditalien oft nur auf der Suche nach einem Arbeitsplatz waren oder nur die vorgesehene Mindestdienstzeit abdienen wollten, die als Voraussetzung für eine Bewerbung bei den Polizeien eingeführt worden war.
Diesem Problem wirkte man auf verschiedenen Ebenen entgegen: Neben den ohnehin schon hohen Hürden für Offiziersbewerber führte man auch für die höhere Unteroffizierslaufbahn die Hochschulreife als Zugangsvoraussetzung ein. Motivierte und qualifizierte Zivilisten, die mangels freier Stellen abgelehnt worden waren, versuchten nun über die Mannschaftslaufbahn aufzusteigen. Auf diese Weise wurde in diesem Bereich die Abiturientenquote erhöht. Bei den übrigen Bewerbern für die Mannschaftslaufbahn lehnte man ungeeignete Freiwillige konsequent ab, was angesichts ausreichender Bewerberzahlen keine größeren Rekrutierungsprobleme zur Folge hatte. Nach kurzer Zeit entstand im Heer eine ganz neue, positive Stimmung und ein neues Selbstbewusstsein, was nach und nach auch in der Gesellschaft registriert wurde, die den Streitkräften nun auch für ihre Auslandseinsätze Anerkennung zollte. Der Anteil auch gut ausgebildeter Freiwilliger, die nicht nur auf der Suche nach einem Arbeitsplatz waren nahm zu, wie auch die Anzahl der Bewerbungen aus Norditalien.
Auf Grund unzureichender Finanzmittel für Investitionen plante man schon 2006 eine Verkleinerung des Heeres um etwa 10.000 Soldaten. Die Einsicht, dass die hohen Personalkosten hauptsächlich durch überzählige ältere Berufssoldaten verursacht werden und nicht so sehr durch junge Zeitsoldaten, bewirkte ein behutsameres Vorgehen beim Personalabbau.